# Paul Rousset
Paul Rousset fue un deportista francés que compitió en esgrima, especialista en la modalidad de espada. Ganó tres medallas en el Campeonato Mundial de Esgrima en los años 1931 y 1933.

## Palmarés internacional
| Campeonato Mundial | Campeonato Mundial | Campeonato Mundial | Campeonato Mundial |
| Año                | Lugar              | Medalla            | Prueba             |
| ------------------ | ------------------ | ------------------ | ------------------ |
| 1931               | Viena (Austria)    | Medalla de plata   | Espada por equipos |
| 1931               | Viena (Austria)    | Medalla de bronce  | Espada individual  |
| 1933               | Budapest (Hungría) | Medalla de plata   | Espada por equipos |